# Запис Мазића храст (Боровац)
Запис Мазића храст (Боровац) се налази на парцели чији је власник ЈП "Србијашуме".

## Локација
| Општина             | Медвеђа                                                          |
| Катастарска општина | Боровац                                                          |
| Потес               | Драговића брдо вењк                                              |
| Координате          | 42° 46′ 43″ С; 21° 34′ 29″ И / 42.778599999999997° С; 21.5748° И |
| Надморска висина    | 710m                                                             |

## Карактеристике
Дендрометријске вредности утврђене на терену и сателитским снимцима:
| Стабло                     | Храст |
| Висина стабла              | m     |
| Обим дебла                 | m     |
| Пречник крошње             | 21m   |
| Пречник дебла              | m     |
| Висина дебла до прве гране | m     |

## База записа
Запис је у оквиру Викимедија пројекта "Запис - Свето дрво" заведен под редним бројем 1182.